# Mensa isiaca
Mensa isiaca – rzymska tablica naśladująca styl egipski, przedstawiająca kult egipskiej bogini Izydy. Tablica została wykonana z brązu i srebra.

## Historia
Tablica do 1527 roku znajdowała się w Rzymie, kiedy to skradziono ją podczas działań wojennych. Została nabyta przez ślusarza, który sprzedał ją kardynałowi Pietrowi Bembo; po jego śmierci w 1547 roku tablicę przejęli Gonzagowie panujący wówczas w Księstwie Mantui. W 1630 roku tablicę nabył sabaudzki władca Karola Emanuela I Wielkiego, w późniejszym okresie obiekt znajdował się na terenie Królestwa Sardynii. Podczas wojen napoleońskich tablicę przewieziono do Paryża, gdzie była wystawiona w Bibliotece Narodowej Francji. Ostatecznie obiekt wrócił do Włoch, stając się jednym z eksponatów turyńskiego Museo delle Antichità Egizie.
W 1559 roku Enea Vico wykonał reprodukcję tablicy. Ponadto o obiekcie pisali liczni naukowcy i pisarze żyjący w okrese od XVII do XIX wieku, m.in. Samuel Boyse, Jean-François Champollion, Athanasius Kircher, Lorenzo Pignoria oraz William Warburton.